# 硫氰酸锶
硫氰酸锶是一种化合物，化学式为Sr(SCN)
2，它是无色固体。它的三水合物在150 °C真空中脱水，可以得到无水物。X射线单晶衍射表明，它是一种配位聚合物，每个Sr2+与8个硫氰酸根离子通过4个Sr-S和4个Sr-N键相连。它具有萤石结构。

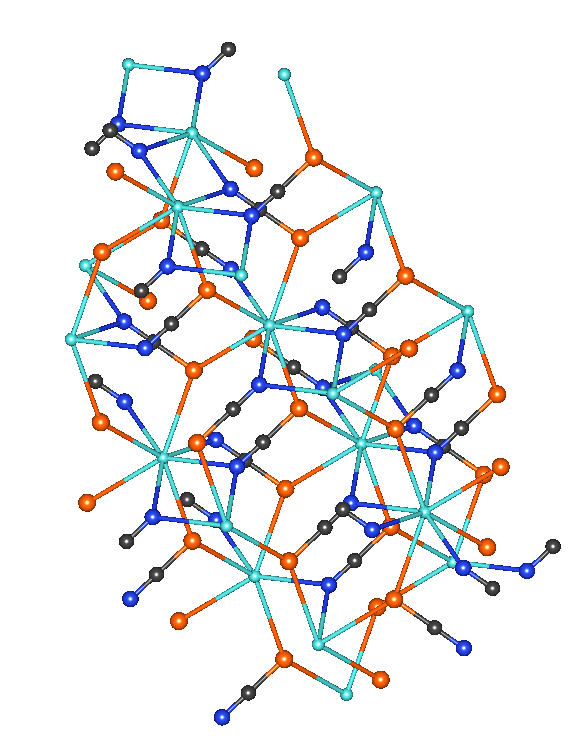
Sr(SCN)_{2}的结构。